# Рубинштейн, Модест Иосифович
Моде́ст Ио́сифович Рубинште́йн (11 октября 1894 года, Елисаветград — 24 июля 1969 года, Москва) — советский экономист и общественный деятель. Доктор экономических наук (1935), профессор (1954). Участник 1-й Мировой, Гражданской, Отечественной войн, Февральской и Октябрьской революций. Публицист. Участник Пагуошского движения и других международных организаций.

## Биография
Родился в Елисаветграде (сейчас Кропивницкий) в семье врача.
1911 год. Окончил реальное училище в г. Белостоке (Россия, ныне Польша).
1911 год. Матрос (юнга) на корабле «Иляро» (рейс в Африку).
1912—1917 годы. Студент Цюрихского университета (биофак), Петроградского психоневрологического института, Московского университета (медфак). По образованию — врач. Член РСДРП(б) с 1915.
1917 год. Полковой врач 691-го Стоходского полка, юго-западный фронт. Товарищ председателя Военно-революционного комитета Особой армии юго-западного фронта.
1918 год. Делегат от юго-западного фронта на 3-м Всероссийском съезде Советов. После демобилизации работал в комиссариате труда Московской области.
В 1918—1919 годах работал в Народном комиссариате труда.
1919—1921 годы. Южный фронт, зам. начальника политотдела группы войск. 1-я Конная армия. Начальник советского отдела политотдела.
В 1921—1930 годах работал в Красном Интернационале профсоюзов (Профинтерне). Член центрального совета.
В 1923—1924 годах работал в Среднеевропейском бюро Профинтерна (Берлин).
В 1925—1930 годах командировки в Европу, США, Австралию, Китай.
В 1930—1931 годы — Коммунистическая Академия, был избран действительным членом Академии, кандидат в члены президиума Академии, зам. директора института экономики.
В 1931 году — участник советской делегации на 2-м конгрессе по истории науки и техники (Лондон).
В 1931—1934 и в 1938—1939 годах работал в Госплане СССР. Член президиума Госплана.
В 1934 году на 17-м съезде ВКП(б) был избран членом Комиссии партийного контроля при ЦК ВКП(б). Руководитель группы химической промышленности.
В 1936—1937 годах работал заведующим иностранным отделом редакции газеты «Правда».
В 1939—1941 и в 1945—1947 годах работал в Институте мирового хозяйства и мировой политики АН СССР. Член учёного совета института.
В июле 1941 года ушёл добровольцем в 21-ю дивизию Народного ополчения Киевского района Москвы (позднее 173-я дивизия). Был старшим инструктором политотдела 173-й дивизии и 7-го отдела политуправления Западного фронта. Участвовал в боевых действиях при обороне Москвы и при освобождении Смоленска. Демобилизован в 1945 году в звании подполковника.
В 1948—1956 годах работал в Институте экономики АН.
В составе группы учёных — участников беседы с И. В. Сталиным по вопросам политической экономии 15 февраля 1952 года.
В 1954—1955 годах был советником правительства Индии при разработке 2-го пятилетнего плана развития Индии.
В 1956 году — участник советской делегации на выборах президента США.
С 1956 по 1969 годы работал в Институте мировой экономики и международных отношений АН СССР. Зав. сектором, старший научный сотрудник, член учёного совета института.
Участник Пагуошского движения учёных мира (участвовал в 8 конференциях), конференций ЮНЕСКО и др. международных организаций, член Советского Пагуошского комитета.
Награждён орденами: Красной Звезды (1943 г.), Трудового Красного Знамени (1964 г.), Знак Почёта (1967 г.).
Основные направления научной работы: экономика современного капитализма, её противоречия и мировой экономический кризис 1930 года, проблемы международного рабочего движения, экономическое соревнование двух систем, анализ развития науки и техники в СССР и капиталистических странах, борьба за мир и разоружение против атомной угрозы, атомная проблема в её международном и политическом аспекте, вопросы хозяйственного строительства в СССР и др.
Всего в 1921—1969 годах было опубликовано более 30 книг и брошюр, около 300 статей. Многие работы переведены — всего на 16 языков.
Жена — Кузнецова Наталья Абрамовна (1895—1979)

## Избранные работы
- Трибуна Пролеткульта, 1921 г. стр. 98, 101 (стихи).
- Современный капитализм и организация труда, 1923 г.(3 издания).
- Социальные корни реформизма. 1926. Издание Профинтерна.
- Империалистические войны будущего, 1929 г.
- Мировой экономический кризис капитализма, 1931 г. (2 изд.)
- Пути технической реконструкции во 2-й пятилетке, 1932 г.
- Экономическое соревнование двух систем, 1939 г.
- Химическая промышленность капиталистических стран (подписана к печати 19.06.1941 г., но не издана).
- Предисловие к брошюре Д. Хогертона и Э. Рэймонда «Когда Россия будет иметь атомную бомбу?», 1948 г.
- Буржуазная наука и техника на службе американского империализма, 1951 г.
- Политическая экономия. Учебник (один из авторов). Под ред. К. В. Островитянова. 1954 г.
- Военные базы США — угроза миру и безопасности народов, 1955 г.
- Экономическое развитие республики Индии, 1956 г.
- Если бы не было гонки вооружений, 1958 г.
- Научно-техническая революция в условиях современного государственно-монополистического капитализма (совместно с Н. Гаузнером), глава 4 в книге «Политическая экономия современного монополистического капитализма», 1971 г. (посмертно).